# Robin Lee Graham
Robin Lee Graham (* 5. März 1949 im Orange County, Kalifornien, USA) ist ein amerikanischer Segler.
Robin Lee Graham segelte von seinem 16. bis zu seinem 21. Lebensjahr alleine um die Welt. Er startete am 14. September 1965 mit seiner 24 Fuß (7 Meter) langen „Dove“ in Los Angeles, Kalifornien.
Bei seiner Ankunft am 30. April 1970 war Robin Lee Graham 21 Jahre und 56 Tage alt. Damit war er zu diesem Zeitpunkt der jüngste Einhand-Weltumsegler.
Die Geschichte seiner Reise wurde 1974 verfilmt.